# Сонная Лощина (телесериал)
«Со́нная Лощи́на» (англ. Sleepy Hollow) — американский мистико-приключенческий телесериал, осовремененная адаптация рассказа «Легенда о Сонной Лощине», написанного Вашингтоном Ирвингом. Сериал создан Алексом Куртцманом, Роберто Орси, Филлипом Исковым и Леном Уайзманом. Премьера состоялась 16 сентября 2013 года на телеканале Fox.
9 мая 2017 года сериал был официально закрыт после четырёх сезонов.

## Сюжет
После смерти Икабода Крейна (Том Мисон) в одной из битв в войне за независимость на стороне сил генерала Джорджа Вашингтона, Икабод восстаёт из небытия в местечке Сонная Лощина штата Нью-Йорк. Одновременно с ним восстаёт из мёртвых всадник без головы, голову которому Икабод Крейн отрубил перед собственной гибелью. Всадник без головы начинает убивать людей, и главный герой должен остановить его, действуя совместно с лейтенантом полиции Эбби Миллс (Николь Бехари), олицетворяя собой двух свидетелей Откровения Иоанна Богослова.
Эбби выходит на всадника без головы после убийства им шерифа (Клэнси Браун). Розыскные мероприятия приводят к старому расследованию, в котором рассматривалось дело о двух оккультных группах, одна на стороне сил добра, другая на стороне сил зла.
Группа, поклоняющаяся злу, вызвала в наш мир всадника без головы. Если его не остановить, тёмные силы покорят Землю. Ситуацию осложняет то, что всадник без головы научился владеть современным оружием. Охотнику на всадника без головы также предстоит приспособиться к разрыву с обычаями и нравами XVIII-го столетия и нашим временем.

## В ролях
| Актёр            | Персонаж                 | Сезоны       | Сезоны    | Сезоны    | Сезоны    |
| Актёр            | Персонаж                 | 1            | 2         | 3         | 4         |
| ---------------- | ------------------------ | ------------ | --------- | --------- | --------- |
| Том Мисон        | Икабод Крейн / Свидетель | Постоянно    | Постоянно | Постоянно | Постоянно |
| Николь Бехари    | Эбби Миллс / Свидетель   | Постоянно    | Постоянно | Постоянно |           |
| Орландо Джонс    | Фрэнк Ирвинг             | Постоянно    | Постоянно |           |           |
| Катя Винтер      | Катрина Крейн            | Постоянно    | Постоянно |           |           |
| Линди Гринвуд    | Дженни Миллс             | Периодически | Постоянно | Постоянно | Постоянно |
| Джон Ноубл       | Генри Пэрриш             | Периодически | Постоянно |           | Гость     |
| Никки Рид        | Бетси Росс               |              |           | Постоянно |           |
| Шэннин Соссамон  | Пандора                  |              |           | Постоянно |           |
| Зак Аппельман    | Джо Корбин               |              | Гость     | Постоянно |           |
| Лэнс Гросс       | Дэниел Рейнольдс         |              |           | Постоянно |           |
| Джессика Камачо  | Софи Фостер              |              |           | Постоянно |           |
| Джанина Гаванкар | Диана Томас              |              |           |           | Постоянно |
| Джерри Маккиннон | Джейк Уэллс              |              |           |           | Постоянно |
| Рэйчел Мелвин    | Алекс Норвуд             |              |           |           | Постоянно |
| Уна Яффе         | Молли Томас              |              |           |           | Постоянно |
| Джереми Дэвис    | Малкольм Дрейфусс        |              |           |           | Постоянно |

## Производство
Пилотный эпизод был снят в Солсбери, штат Северная Каролина. Остальная часть первого сезона снималась в Уилмингтоне, штат Северная Каролина. Съёмки начались в начале июля 2013 года.
3 октября 2013 года, после выхода лишь трех эпизодов, канал продлил сериал на второй сезон. Второй сезон, который был показан с 22 сентября 2014 по 23 февраля 2015, пострадал из-за неудачного творческого направления и последующего массивного спада в рейтингах.
18 марта 2015 года канал продлил сериал на третий сезон из 18 эпизодов со сменой шоураннера, который был показан с 1 октября 2015 по 8 апреля 2016. 13 мая 2016 года Fox продлили сериал на четвёртый сезон.
9 мая 2017 года телеканал Fox закрыл сериал, представители телекомпании заявили, что четвертый сезон «Сонной Лощины» стал последним.

## Эпизоды
| Сезон | Сезон | Эпизоды | Оригинальная дата показа | Оригинальная дата показа |
| Сезон | Сезон | Эпизоды | Премьера сезона          | Финал сезона             |
| ----- | ----- | ------- | ------------------------ | ------------------------ |
|       | 1     | 13      | 16 сентября 2013         | 20 января 2014           |
|       | 2     | 18      | 22 сентября 2014         | 23 февраля 2015          |
|       | 3     | 18      | 1 октября 2015           | 8 апреля 2016            |
|       | 4     | 13      | 6 января 2017            | 31 марта 2017            |

## Приём критиков
Сериал получил в основном положительные отзывы, получив 65 баллов из 100 на Metacritic.

## Рейтинги
| Сезон | Таймслот (ET)     | Эпизоды | Премьера         | Премьера                    | Финал           | Финал                     | ТВ сезон | Ранк | Зрители (миллионы) |
| Сезон | Таймслот (ET)     | Эпизоды | Дата             | Зрители премьеры (миллионы) | Дата            | Зрители финала (миллионы) | ТВ сезон | Ранк | Зрители (миллионы) |
| ----- | ----------------- | ------- | ---------------- | --------------------------- | --------------- | ------------------------- | -------- | ---- | ------------------ |
| 1     | Понедельник 21:00 | 13      | 16 сентября 2013 | 10,10                       | 20 января 2014  | 7,05                      | 2013–14  | 38   | 8,60               |
| 2     | Понедельник 21:00 | 18      | 22 сентября 2014 | 5,51                        | 23 февраля 2015 | 4,35                      | 2014–15  | 92   | 6,12               |
| 3     | Четверг 21:00     | 18      | 1 октября 2015   | 3,46                        | 8 апреля 2016   | 2,96                      | 2015–16  | 99   | 4,82               |
| 4     | Пятница 21:00     | 13      | 6 января 2017    | 2,19                        | 31 марта 2017   | 1,72                      | 2016–17  | 123  | 3,29               |